# Anonychia antangulata
Anonychia antangulata là một loài bướm đêm trong họ Geometridae.